# Liste der Baudenkmale in Lubmin
In der Liste der Baudenkmale in Lubmin sind alle denkmalgeschützten Bauten der Gemeinde Lubmin (Mecklenburg-Vorpommern) aufgelistet. Grundlage ist die Veröffentlichung der Denkmalliste des Landkreises Ostvorpommern mit dem Stand vom 30. Dezember 1996.

## Baudenkmale

### Lubmin
| ID | Lage                        | Bezeichnung                                                             | Beschreibung | Bild                                                                    |
| -- | --------------------------- | ----------------------------------------------------------------------- | --- | ----------------------------------------------------------------------- |
|    | Altes Dorf 4 (Karte)        | ehem. Gastwirtschaft und Warenhaus (Wohnhaus)                           | Eingeschossiger, hell verputzter Bau mit Satteldach | ehem. Gastwirtschaft und Warenhaus (Wohnhaus)                           |
|    | Altes Dorf                  | Kopfsteinpflasterstraße mit beidseitiger Feldsteintrockenmauer          | In diesem Bereich der Straße ist der ursprüngliche Bodenbelag erhalten geblieben. Die im weiteren Verlauf der Straße befindlichen Kopfsteine wurden im Zuge der Straßenerneuerung neu verlegt. | Kopfsteinpflasterstraße mit beidseitiger Feldsteintrockenmauer          |
|    | Altes Dorf (Karte)          | Litfaßsäule                                                             | Die rund drei Meter hohe Säule besteht aus weißem Beton mit einem grauen Kegeldach. | Litfaßsäule                                                             |
|    | Altes Dorf                  | Transformatorenhaus                                                     | Eingeschossiger Bau mit Satteldach | Transformatorenhaus                                                     |
|    | Freester Straße 8 (Karte)   | Bahnhof                                                                 | Von 1898 bis 1945 war Lubmin an eine Kleinbahnstrecke Greifswald–Wolgast angeschlossen. Nach dem Zweiten Weltkrieg wurde es als Flüchtlingsheim, Schule und heute als Kurgastzentrum genutzt. | Bahnhof                                                                 |
|    | Dünenstraße 3 (Karte)       | ehem. Pension mit Wirtschaftsgebäude                                    | Zweieinhalbgeschossiger, verputzter Bau mit Satteldach. Zur Straßenseite sind die Fenster im Erdgeschoss mit Rundbögen, im ersten Obergeschoss mit einem Gesims verziert. | ehem. Pension mit Wirtschaftsgebäude                                    |
|    | Dünenstraße 52 (Karte)      | Pension Dünenschloß                                                     | Zweieinhalbgeschossiger, verputzter Bau mit Krüppelwalmdach sowie einer mittig angebrachten Dachgaube. Der Souterrain ist mit Feldsteinen verziert. Links schließt sich ein schlichter, eingeschossiger Bau mit einem Satteldach an. | Pension Dünenschloß                                                     |
|    | Freester Straße 2/3 (Karte) | Wohnhaus                                                                | Eingeschossiges Fachwerkhaus mit reetgedecktem Krüppelwalmdach. Hier befindet sich das Heimatmuseum der Gemeinde, die auch eine umfangreiche Fossiliensammlung umfasst. | Wohnhaus                                                                |
|    | Freester Straße 55 (Karte)  | Haustür                                                                 | dunkelbraune, doppelflüglige Haustür mit Verzierungen | Haustür                                                                 |
|    | Freester Straße 56 (Karte)  | Wohnhaus mit Stall                                                      | Eingeschossiges Fachwerkhaus mit Krüppelwalmdach aus dem Jahr 1882 | Wohnhaus mit Stall                                                      |
|    | Freester Straße (Karte)     | Petrikirche                                                             | Die Kirche wurde in den 1950er Jahren gebaut und vom Greifswalder Kirchenbaurat Schwarz gestaltet. Im Innenraum befindet sich ein Altarteppich, der den Fischzug des Petrus darstellt. Die Taufschale stammt aus der Zeit des Barock und ist ein Geschenk der Kirchengemeinde Wusterhusen | Petrikirche                                                             |
|    | Hafenstraße 26 (Karte)      | Wohnhaus (nur linke Haushälfte)                                         | Eingeschossiges, weiß verputztes Fachwerkhaus mit reetgedecktem Krüppelwalmdach | Wohnhaus (nur linke Haushälfte)                                         |
|    | Lange Straße 16             | Wohnhaus                                                                | eingeschossiges Bauwerk mit mehreren Dachgauben | Wohnhaus                                                                |
|    | Lange Straße 29 (Karte)     | Wohnhaus                                                                | Eingeschossiges Fachwerkhaus mit reetgedecktem Krüppelwalmdach | Wohnhaus                                                                |
|    | Lange Straße 31 (Karte)     | ehem. Pension Schwalbe (Wohnhaus) mit hinterem Wohn-/Wirtschaftsgebäude | Zweigeschossiges, hell verputztes Haus mit Krüppelwalmdach. Das erste Stockwerk ist mit einem Gesims vom Erdgeschoss optisch getrennt. | ehem. Pension Schwalbe (Wohnhaus) mit hinterem Wohn-/Wirtschaftsgebäude |
|    | Philosophenweg 10 (Karte)   | Kindererholungsheim                                                     | In unmittelbarer Nachbarschaft zum Reichsbahnererholungsheim entstand in den Jahren 1926 bis 1929 ein Kindererholungsheim. Zur Zeit der DDR benannte man es zu Ehren des Politikers der KPD in Friedrich Dettmann, ab 1967 in Ernst Kamieth. Es wird im 21. Jahrhundert als Sport- und Jugendhotel genutzt. | Kindererholungsheim                                                     |
|    | Schulstraße 12 (Karte)      | Stall                                                                   | eingeschossiger, gelb verputzter Bau mit Satteldach | Stall                                                                   |
|    | Seestraße 2/2a (Karte)      | Villa Theodora                                                          | eingeschossiger roter Backsteinbau | Villa Theodora                                                          |
|    | Seestraße 3 (Karte)         | Villa „Am Meer“                                                         | zweigeschossiger, weiß angestrichener Bau, dessen Gebäudekanten mit blauen, vertikalen Linien hervorgehoben werden | Villa „Am Meer“                                                         |
|    | Seestraße 5a (Karte)        | Wochenendhaus (Baracke)                                                 | eingeschossiger Bungalow mit dunkler Holzverkleidung und flachem Satteldach | Wochenendhaus (Baracke)                                                 |
|    | Strandpromenade (Karte)     | Reichsbahnerholungsheim                                                 | Das Gebäude entstand um 1907 unter der Leitung des Greifswalder Maurermeisters Wendt, der eine Villa Wald und See plant. Er verkaufte das Bauwerk nach seiner vorläufigen Fertigstellung im Jahr 1908 an den Eisenbahnerverein in Berlin. Im Zuge einer Sanierung im Jahr 1936 baute man eine Zentralheizung ein und riss einen Balkon ab, der an der Strandseite über zwei Stockwerke reichte. Nach dem Zweiten Weltkrieg richtete man zunächst ein Lazarett ein, später werden dort Umsiedler bis ins Jahr 1952 hin einquartiert. In Erinnerung an den deutschen Kommunisten Philipp Müller wird es vom FDGB genutzt und steht seit der Wende im Jahr 2014 leer. | Reichsbahnerholungsheim                                                 |
|    | Turmstraße (Karte)          | ehem. Warmbad                                                           | Das Warmbad entstand im Zuge der aufkommenden Bäderkultur in Lubmin. Wasser aus der Ostsee wurde mit Eimern, später über eine Rohrleitung in das Gebäude gepumpt und dort erwärmt. | ehem. Warmbad                                                           |
|    | Villenstraße 6 (Karte)      | Balkon                                                                  | schachbrettartig verzierter Balkon mit gelbem Anstrich | Balkon                                                                  |
|    | Villenstraße 12 (Karte)     | Villa                                                                   | zweigeschossiger Backsteinbau | Villa                                                                   |

## Ehemalige Denkmale
| ID | Lage          | Bezeichnung              | Beschreibung | Bild |
| -- | ------------- | ------------------------ | ------------ | ---- |
|    | Dünenstraße 1 | ehem. Pension (Wohnhaus) |              |      |

## Quelle
- Bericht über die Erstellung der Denkmallisten sowie über die Verwaltungspraxis bei der Benachrichtigung der Eigentümer und Gemeinden sowie über die Handhabung von Änderungswünschen (Stand: Juni 1997; PDF, 934 kB)

- Karte mit allen Koordinaten:
- OSM |
- WikiMap